# 식객: 김치전쟁
《식객: 김치전쟁》은 김정은, 진구가 주연을 맡은 2010년에 개봉한 대한민국의 영화이다.

## 캐스팅
- 김정은 : 배장은 역. 세계적 쉐프. 수향의 딸
- 진구 : 성찬 역
- 왕지혜 : 김진수 역
- 최종원 : 자운 역
- 이보희 : 수향 역
- 이병준 : 조동희 역
- 김영옥 : 여상 모 역
- 박길수 : 김 국장 역. 심사위원
- 허현호 : 오 교수 역. 심사위원
- 이칸희 : 공 선생 역. 심사위원
- 이장원 : 아나운서 역
- 이승철 : 한국 대통령 역
- 무라카미 켄이치 : 50대 요리사 역
- 김영웅 : 아놀드 역
- 한근섭 : 제네거 역
- 전숙 : 노모 역
- 한국진 : 편집기사 역
- 권민 : PD 역
- 이우진 : 선장 역
- 최익준 : 최 형사 역
- 김인우 : 일본 수상 역
- 김채빈 : 어린 장은 역
- 권오진 : 조합장 역
- 신유주 : 대회장 리포터 역
- 박광태 : 김치찌개 아저씨 역
- 최홍일 : 중년남 역
- 이정준 : 요리사 3 역
- 김윤찬 : 심사위원 5 역
- 허민영 : 특별가수 역
- 성지루 : 여상 역 (우정출연)
- 추자현 : 성찬 모 역 (우정출연)